# Adorján József (politikus)
Adorján József (Gyöngyöstarján, 1900. május 30. – Eger, 1975. november 10.) gazdálkodó, kisgazdapárti nemzetgyűlési, illetve országgyűlési képviselő (1944–1949).

## Élete
Kisparaszti családban született, római katolikus vallásban. Apja, idősebb Adorján József 8 katasztrális hold földdel rendelkezett; az első világháborúban az orosz fronton harcolt, ahol fogságba esett, 1917-ben pedig, a hadifogolytáborban elhunyt.
A családfő halála után az özvegy és fia – aki hat elemit végzett – együtt gazdálkodott tovább: földet béreltek, fuvarozást és más munkákat vállaltak. József 1919-ben családot alapított, feleségül véve Ladányi Rozáliát; házasságukból három gyermekük született: Miklós (1922), Etelka (1926) és Margit (1930).
Felmenőitől mindössze 15 katasztrális holdnyi földet örökölt, de feleségével idővel már több száz holdat béreltek hozzá és azon gazdálkodtak. Az 1920-as évek derekán, betegsége miatt több évre munkaképtelenné vált. Az 1930-as évtized nagy részében borkereskedőként tevékenykedett, a Magyar Bortermelők Szövetségének elnökévé is megválasztották. Saját tulajdonú földbirtokainak együttes kiterjedése az évtized végére elérte a 100 holdat, ennek felén szőlőültetvények voltak.
1930-ban kezdett politizálni, csatlakozva a Független Kisgazdapárthoz. Rövid időn belül életre hívta a párt helyi szervezeteit – szülőfaluja, Gyöngyöstarján mellett több más, környező községben –, illetve bekerült az országos nagyválasztmányba is. Ellenzéki beállítottsága miatt ebben az időben sok hatóság zaklatás érte, amikor pedig 1939-ben pártja a Heves vármegyei listán képviselőnek jelölte, nemcsak borkereskedelmi engedélyét vonták meg, de néhány holdnyi szőlőjét is kivágatták. [Az 1939-es választáson amúgy nem szerzett mandátumot.]
1939-ben jelen volt a Nemzeti Parasztpárt alakuló ülésén, ahol ellenezte az önálló, baloldali párt létrehozatalát. 1941-től a Nemzeti Parasztszövetség Heves vármegyei elnöke lett; 1943-ban részese volt egy sikeres ellenzéki nagygyűlés szervezésének Miskolcon, s ugyanabban az évben részt vett a szárszói konferencián is. 1944-ben egy katonai kórház személyzetével együtt Németországba menekítették, de visszaszökött, így Budapest ostromát már a magyar fővárosban élte át.
1945-ben titkári megbízást kapott az FKGP országos központjában, valamint igazgatósági elnöke lett a MEGA Magyar Hegyvidéki Bortermelők Értékesítő Szövetkezetének. 1945. június 24-én Gyöngyöstarján képviseletében az Ideiglenes Nemzetgyűlés, 1945. november 4-én pedig az akkor felállt új országgyűlés tagjává is megválasztották. Pártjában a centrumhoz tartozott, így meg tudta erősíteni mandátumát az 1947. augusztus 31-i választáson is, mint Heves és Nógrád-Hont vármegyék listás jelöltje.
Képviselőként többször is felszólalt a törvényhozásban: 1948. február 16-án, a költségvetési vitában például azt kifogásolta, hogy a közigazgatási reform költségvetései nem lettek betervezve a költségvetésbe; négy nappal később a magyar szőlészetet és bortermelést fenyegető veszélyek tárgyában emelt szót. Miután ellenezte az iskolák államosítását, ráadásul az e tárgyban zajlott parlamenti szavazástól távol is maradt, pártjának politikai bizottsága (PB) 1948. július 1-jén lemondásra szólította fel. Ő ezt néhány héttel később meg is tette, az FKGP PB ezt kevesellhette, augusztus közepén ugyanis a Magyar Országos Szövetkezeti Központ (MOSZK) igazgatóságából is visszahívták. Távozását egyébként csak 1948. november 16-án jelentették be a parlamentben.
1950. március 10-én koncepciós eljárásban őrizetbe vették, letartóztatták, majd koholt vádak alapján el is ítélték; több év után szabadult és csak 1956 szeptemberében rehabilitálták. Az 1956-os forradalom idején részt vett az FKGP újjászervezésében, október 30-án a párt ideiglenes intézőbizottságába is beválasztották. A forradalom leverését követően azonban jobbnak látta a megtorlás elől nyugatra menekülni. Egy ideig Bécsben, majd Strasbourgban vett részt az emigráns magyar szerveződések munkájában, majd Kanadában telepedett le. Már betegen tért vissza szülőhazájába, 1974-ben és a következő év őszén el is hunyt.